# Èpsilon del Cigne
Èpsilon del Cigne (ε Cygni) és el tercer estel més brillant de la constel·lació del Cigne, després de Deneb (α Cygni) i Sadr (γ Cygni), amb magnitud aparent +2,48. Entre Deneb (α Cygni), Sadr (γ Cygni) i aquest estel es localitza la nebulosa fosca coneguda com el Sac de Carbó del Nord.